# 설현준
설현준(偰玹準, 1999년 1월 29일~)은 대한민국의 바둑 기사이다.
서울 출신으로 충암도장에서 바둑을 배웠다. 2010년 어린이기왕전 준우승을 차지했고 전국체전 3위에 올랐다. 2013년 제2회 영재 입단대회를 통해 입단했다. 2015년 3월에 2단으로 승단했다. 2016년 제4회 메지온배 오픈신인왕전 본선과 제35회 KBS바둑왕전 본선, 2016 리민배 세계 신예 바둑 최강전 본선에 각각 진출했다. 2017년 제22회 GS칼텍스배 프로기전 본선에 올랐고 제5기 합천군 초청 하찬석 국수배 영재바둑대회에서 우승했다. 리민배 세계 신예 바둑 최강전 본선과 제36회 KBS바둑왕전 본선 16강, 크라운해태배 본선 8강에 올랐다. 2018년 4단을 거쳐 2019년 3월에 5단으로 승단했다. 2022년 8단으로 승단했다.